# Salmonella Dub
A Salmonella Dub egy dub, drum and bass, és roots reggae zenét játszó zenekar az Új-Zélandi Christchurch-ből.

## Tagok
- David Deakins – dob, vokál, akusztikus gitár
- Andrew Penman – gitár, sampler, vokál
- Tiki Taane – akusztikus gitár, vokál, ütősök
- Mark Tyler – basszusgitár, Billentyűs hangszerek
- Conan Wilcox – szaxofon, ütősök, vokál, billentyűsök
- Peter Wood – trombita, billentyűsök
- Tim Budgen – video jockey

## Lemezei
| Nagylemezek |                     |                               |
|             | 1994                | Salmonella Dub                |
|             | 1997. november 6.   | Calming of the Drunken Monkey |
|             | 1999. május 13.     | Killervision                  |
|             | 2001. augusztus 10. | Inside the Dub Plates         |
|             | 2002                | Outside the Dub Plates        |
|             | 2004. március 23.   | Salmonella Dub (rereleased)   |
|             | 2004. november 25.  | One Drop East                 |
|             | 2004. november 25.  | Mercy                         |
| EPs         |                     |                               |
|             | 1995                | Dub Tomfoolery                |
|             | 1996                | THC Winter                    |
|             | 2000. március 23.   | Dub Tomfoolery                |
|             | 2000. október 16.   | Colonial Dubs                 |

### Kislemezek
| Év   | Kislemez             | Album                 |
| ---- | -------------------- | --------------------- |
| 1999 | "For the Love of It" | Killer Vision         |
| 1999 | "Drifting"           | Killer Vision         |
| 2004 | "Dancehall Girl"     | One Drop East         |
| 1999 | "Johnny"             | Killer Vision         |
| 2001 | "Love Your Ways"     | Inside the Dub Plates |

## Külső hivatkozások
- Real Groovy
- Warp TV
- Obscure Profile